# Joan Oliva Peña
Joan Oliva Peña, nacido en Barcelona, España, 19 de abril de 1983, es un entrenador español que actualmente dirige al Louisiana Krewe FC de la Gulf Coast Premier League.

## Trayectoria
Con la edad mínima para titularse por la Federación Española de Futbol, se tituló y empezó a dirigir a juveniles del C.E.Cerdanyola, al mismo tiempo que equipos de formación de la Escuela Deportiva Brafa  y formador en valores deportivos.  Después de conseguir éxitos y ascensos, entró a formar parte del Futbol Club Barcelona, formando inicialmente en la FCBEscola, después de dirigir con éxito sus equipos, fue responsable de la expansión de este club y su metodología por distintos países del mundo, como Estados Unidos, Corea del Sur, Emiratos Unidos Árabes o Turquía.
En 2012 ficha por el Clube deportivo primero de Agosto, el club más importante de Angola, donde abrazó el proyecto de formación futbolística más importante del país, como coordinador y entrenador del segundo equipo del club, en categoría sub’20. Proclamándose campeón provincial y nacional absoluto los dos años, hito histórico nunca conseguido anteriormente.
Ese éxito supuso alcanzar la Girabola, máxima competición profesional del país, convirtiéndose en el entrenador más joven (31) en la historia de la liga. Dirigiendo al Domant FC y clasificándolo para cuartos de final de la Taça de Angola, siendo el máximo logro del debutante club.  Por motivos familiares, volvió a España en agosto de 2015.
En agosto de 2016, firma un contrato como director técnico del Dynamo Houston Lafayette.
Más tarde, se convierte en entrenador del Louisiana Krewe FC de la Gulf Coast Premier League. En su primera temporada consiguen la histórica clasificación para la US Open Cup al vencer las tres rondas clasificatorias. En las 108 ediciones de la copa, solo en dos ocasiones un equipo de Louisiana había logrado clasificarse antes.